# 박그로
박그로는 대한민국의 텔레비전 드라마 작가이다. 

## 드라마
- 2024년 tvN 8부작 월화 미니시리즈 《우연일까?》 ... 집필